# Détectives (série télévisée)
Pour les articles homonymes, voir Détectives.
Détectives est une série télévisée française en 16 épisodes de 52 minutes, créée par Marc Eisenchteter et Stéphane Kazandjian, et diffusée du 22 mai 2013 au 24 septembre 2014 sur France 2.
La série est annulée début 2015 à la suite des mauvaises audiences de la seconde saison.

## Synopsis
À la tête de l'agence de détectives privés fondée par son père, Philippe choisit les affaires au coup de cœur. Pas question pour lui de prendre une affaire juste pour faire tourner l'agence. Aussi Maxime, le père, décide d'intervenir pour remédier aux difficultés financières, imposant à son fils Nora, une ex de la DGSE spécialisée dans l'espionnage industriel.

## Distribution

### L'Agence
- Philippe Lefebvre : Philippe Roche
- Sara Martins : Nora Abadie
- Daphné Chollet : Xenia Roche, fille de Philippe
- Sébastien Libessart : Marc Duchene, mari d'Isabelle
- Vincent Escure : Santo, assistant de Nora

### Les autres
- Jean-Luc Bideau : Maxime Roche, père de Philippe
- Natasha Cashman : Alison Roche, mère de Philippe
- Romann Berrux : Hugo Roche, fils de Philippe
- Vanessa David : Isabelle Duchene, sœur de Philippe
- Laure Marsac : Anna Roche, ex-femme de Philippe (saison 2, épisodes 2 à 5)
- Grégory Questel : Bertrand (DGSE) (saison 2)
- Laurent Grévill : Charles (DGSE) (saison 2)

## Production

### Développement
Thierry Sorel, directeur de la fiction de France 2, explique qu'il voulait « sortir du registre du glauque, du sang, des meurtres, des âmes tourmentées et des ambiances grises de commissariat de police ». La série met donc en scène une famille de détectives privés. C'est une comédie policière destinée à tous les membres de la famille, d'où des personnages un peu typés.
La série est annulée début 2015 à la suite des mauvaises audiences de la seconde saison.

### Tournage
Le tournage des quatre premiers épisodes de la saison 1 a débuté le 14 novembre 2011 en région parisienne. Les quatre épisodes suivants sont tournés de décembre 2012 à janvier 2013.

### Fiche technique
- Titre : Détectives
- Création : Marc Eisenchteter et Stéphane Kazandjian
- Réalisation : Lorenzo Gabriele, Renaud Bertrand et Jean-Marc Rudnicki
- Scénario : Marc Eisenchteter et Stéphane Kazandjian
- Décors : Jean-Marc Tran Tan Ba
- Costumes : Marie-Laure Lasson
- Photographie : Kika Ungaro, Stéphane Cami et Ludovic Colbeau-Justin
- Montage : Jean-Daniel Fernandez-Qundez
- Musique : Arnaud Gauthier et Grégoire Hetzel
- Casting : Okinawa Valérie Guerard
- Production : Caroline Adrian et Stéphane Strano
- Sociétés de production : Delante TV, France Télévisions
- Sociétés de distribution : France 2 (France)
- Budget :
- Pays d'origine :  France
- Langue originale : Français
- Format : couleur
- Genre : Série policière
- Durée : 52 minutes

### Diffusion
En France, la série est diffusée sur France 2. La première saison est diffusée le mercredi du 22 mai au 12 juin 2013. La deuxième saison est diffusée le mercredi du 3 au 24 septembre 2014.

## Épisodes

### Première saison (2013)
1. Convictions intimes
2. Jeu de piste
3. Doubles Vies
4. Pot de miel
5. Le Sourire d'Abou
6. Contre-enquête
7. Les Évaporés
8. Avis de coup de vent

### Deuxième saison (2014)
Anna Roche, la femme de Philippe, vient de rentrer en France après deux années sans donner de nouvelles à sa famille. Retrouvailles en demi teinte avec Philippe; Hugo est ravi tandis que Xenia ne peut s’empêcher de lui en vouloir.
Au sein de l’agence, Nora semble troublée par le retour d’Anna. Elle tente de parler à Philippe. Et si c’était l’occasion de lui avouer la vraie raison de son association avec la famille Roche ?
1. Abus de faiblesse
2. Panier de crabes
3. Adjugé vendu
4. Mister Ken
5. Saccage
6. Frères ennemis
7. Fantômes
8. Cavale

## Accueil

### Audiences
La première saison fait une moyenne de 3,94 millions de téléspectateurs, en France, soit 14,9 % de part d'audience. La deuxième saison chute à une moyenne de 2,62 millions de téléspectateurs (10,9 % de pda), concurrencée par la nouvelle série diffusée sur TF1, Blacklist.

### Réception critique
Julia Baudin, de TV Magazine, trouve la première saison rythmée, souvent drôle et haute en couleur. Les comédiens sont tous excellents.
Laurence Gallois, de Télé 2 semaines, qualifie la série de « fiction familiale et transgénérationnelle à souhait ». Les personnages sont attachants, les enquêtes se tiennent et l’humour fonctionne bien, notamment grâce au duo Philippe Lefebvre/Sara Martins. « La série révolutionne l’image traditionnelle et poussiéreuse des détectives à la Nestor Burma ».
Pour Télé-Loisirs, cette série « sans violence mais avec de l'humour » est parfaite pour regarder en famille.

### Récompense
- 2014 : Prix de la meilleure série de l'année Télé Star / Télé Poche au Festival de la fiction TV de La Rochelle, décerné par les internautes[8].